# Julien de Médicis (1453-1478)
Pour les articles homonymes, voir Julien de Médicis et Famille de Médicis.
Julien de Médicis ou, en italien, Giuliano di Piero de' Medici (né le 28 octobre 1453, mort le 26 avril 1478), est un homme d'État italien du XVe siècle, co-dirigeant de facto de la République florentine durant la Renaissance italienne.

## Biographie
Julien est le second fils de Pierre Ier de Médicis et de Lucrezia Tornabuoni. Julien, jeune frère de Laurent de Médicis, dirigeait avec lui la ville de Florence, lorsqu'il fut assassiné le 26 avril 1478, victime de la conjuration des Pazzi, autre puissante famille de Florence, qui cherchait à éliminer les deux frères pour s'emparer du pouvoir dans la capitale toscane.
Le 29 janvier 1475, Julien participa au tournoi de la Piazza Santa Croce chanté par Ange Politien dans les salles pour la joute, où les prétendants se disputèrent un portrait de Simonetta Vespucci, qui fut remporté par Julien lui-même.
L'occasion du carrousel de la Piazza Santa Croce, cependant, a été l'un des événements les plus importants pour la visibilité publique de Julien qui a été définitivement consacré aux côtés de son frère comme l'une des personnalités les plus influentes de Florence. Pour l'occasion, il avait monté un cheval spécialement arrivé de la cour de Naples ; le cheval et le cavalier étaient attelés «avec des ornements et des bijoux valant plus de 60 000 florins». La bannière qui l'a précédé au concours, peut-être peinte par Sandro Botticelli, représentait une femme armée d'une lance tenant un bouclier portant le visage de la Gorgone Méduse, un casque sur la tête, et qui reposait ses pieds sur une branche d'olivier en feu. Au-dessous, la devise était écrite en français : « La Sans Pareille » (surnom sous lequel Simonetta Vespucci était connue). À côté de la femme se trouvait Cupidon avec son arc brisé et enchaîné à un tronc d'olivier, comme une allusion à la chasteté de la bien-aimée qui refuse de se permettre d'aimer. Les branches d'olivier étaient une référence probable à l'entreprise personnelle de Julien [pas clair].
Ange Politien décrit le jeune Médicis dans un de ses textes : « Il était grand, avait un corps bien proportionné, des pectoraux larges et saillants, des bras musclés et bien arrondis, des articulations fortes, un ventre plat, des cuisses fortes, des jambes très fortes, des yeux expressifs, un visage énergique et sombre de peau, un mèche de cheveux fluide avec des cheveux noirs tirés en arrière à la nuque. Il était habile à monter et à lancer le javelot, excellent au saut et au gymnase, et il se consacrait à la chasse avec passion. Il était magnanime et constant, religieux et de bonne moralité, il était très intéressé par la peinture, la musique et toutes les belles choses. Il avait aussi un talent pour la poésie: il écrivait des poèmes en langue vernaculaire, pleins de pensées sérieuses et importantes, et il lisait volontiers des poèmes d'amour [...]. Il ne se souciait pas beaucoup de son corps, mais il était vraiment élégant et distingué. Il était très gentil et plein d'humanité, il avait un grand respect pour son frère. Ces qualités et d'autres ont fait de lui un homme aimé par le peuple et ses disciples . » 
La puissance des Médicis et le contrôle qu'ils avaient sur Florence leur fit apparaitre beaucoup d'ennemis dont les principaux étaient les membres de la maison de Pazzi. En 1478, les Pazzi avec le soutien du pape Sixte IV aidé par d'autres dirigeants dont Girolamo Riario ont comploté lors de la conjuration des Pazzi pour assassiner Julien et son frère. La première tentative se fit lors d'une réception à la Villa Medicea di Fiesole. Mais étant indisposé ce jour-là, Julien ne participe pas aux festivités ce qui entraine une annulation de ce plan par les conjurés qui veulent la vie des deux Médicis.
Un report de l'assassinat se fit alors et les conjurés se mirent d'accord pour que le meurtre ait lieu lors de la messe de Pâques le 26 avril 1478. Mais une fois de plus, la tentative faillit échouer, Julien étant de nouveau indisposé. Cependant les conjurés étaient bien décidés à passer à l'acte. Des membres de la famille Pazzi, proches par mariage des Médicis, vinrent alors le chercher au palais Medici-Riccardi, et les chroniqueurs racontent qu'ils l'étreignirent pour vérifier qu'il ne portait pas de cotte de mailles sous sa chemise. Une fois à la cathédrale Santa Maria del Fiore, les conjurés attendirent que le prêtre élevât l'hostie pour passer à l'acte. Julien tomba de 19 coups de couteaux reçus de Francesco de' Pazzi et Bernardo Baroncelli, mais son frère put en réchapper. Les conjurés furent alors traqués ; certains furent pendus sur le Palazzo Vecchio ; d'autres furent bannis de Florence par Laurent lui-même, qui voulait venger la mort de son frère. Julien fut enterré dans la basilique San Lorenzo de Florence lors d'une cérémonie le 30 avril 1478, à laquelle tous les jeunes Florentins prirent part, tous endeuillés.[réf. nécessaire]
Plus tard, son corps fut transféré à la Sagrestia Nuova où il demeure encore aux côtés de son frère.
La mort de Julien permit néanmoins de renforcer le pouvoir des Médicis à Florence. En effet, à partir de ce moment-là, le peuple resserra ses liens autour des Médicis.

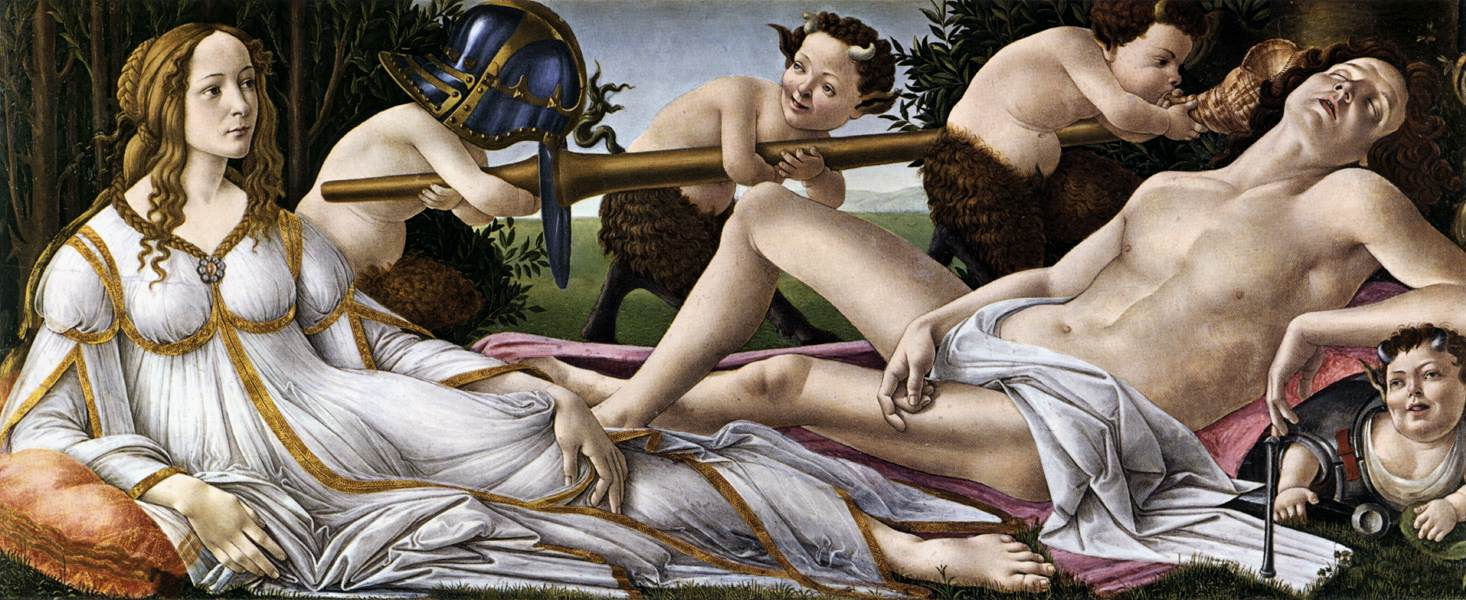
Vénus et Mars.

Sa passion pour Simonetta Vespucci, surnommée la « San par » (la « Sans Pareille »), est restée célèbre. Ils sont représentés sous les traits de Mars et Vénus par Botticelli dans le tableau du même nom. Il est mort deux ans jour pour jour après sa dame de cœur.
Le fils illégitime posthume qu'il avait eu avec sa maîtresse Fioretta Gorini (it), Giulio (Jules de Médicis), devint pape, en 1523, sous le nom de Clément VII.
Son monument funéraire est un simple sarcophage surmonté d'une Vierge à l'Enfant et des saints Côme et Damien, près des deux monuments tombeaux des Médicis réalisés par Michel-Ange dans la Sagrestia Nuova de la basilique San Lorenzo de Florence.

## Représentations posthumes
Sa mort est « représentée » dans le jeu Assassin's Creed II. Francesco de Pazzi l'assassine de plusieurs coups de couteau (stiletto) dans la poitrine, juste avant qu'il ne rentre dans la cathédrale Santa Maria del Fiore. C'est le héros du jeu, Ezio Auditore, qui sauve Lorenzo de Medici d'une mort quasi-certaine, et qui assassine tous les templiers de la conspiration pazzienne.
Joué par Tom Bateman, Julien de Médicis est un personnage principal de la série Da Vinci's Demons. Dans la série Les Médicis : Maîtres de Florence, il est interprété par Bradley James.